# Acord de Tristany
L'acord de Tristany és l'acord format per les notes fa, si, re# i sol#. Per extensió, també rep aquest nom qualsevol acord, en una altra tonalitat, format pels mateixos intervals musicals: partint de la primera nota, una quarta augmentada, una sexta augmentada i una segona augmentada.
S'anomena així perquè és el primer acord que apareix en el moviment Langsam und schmachtend (lent i esllanguint) de l'òpera Tristan und Isolde (Tristany i Isolda), de Richard Wagner. En l'època de l'estrena, hom considerà innovador i atrevit d'iniciar una peça musical amb aquest acord dissonant, i (per aquest motiu) passà a la història amb el nom del protagonista d'aquesta òpera.